# Ủy ban Chứng khoán Nhà nước
Ủy ban Chứng khoán Nhà nước (tên giao dịch tiếng Anh: State Securities Commission of Vietnam) là cơ quan trực thuộc Bộ Tài chính Việt Nam, thực hiện chức năng tham mưu, giúp Bộ trưởng Bộ Tài chính quản lý nhà nước về chứng khoán và thị trường chứng khoán; trực tiếp quản lý, giám sát hoạt động chứng khoán và thị trường chứng khoán; quản lý các hoạt động dịch vụ thuộc lĩnh vực chứng khoán và thị trường chứng khoán theo quy định của pháp luật.

## Lịch sử hình thành
- Ngày 6 tháng 11 năm 1993, thành lập Ban Nghiên cứu xây dựng và phát triển thị trường vốn thuộc Ngân hàng Nhà nước Việt Nam (Quyết định số 207/QĐ-TCCB ngày 6/11/1993 của Thống đốc Ngân hàng nhà nước) với nhiệm vụ nghiên cứu, xây dựng đề án và chuẩn bị các điều kiện để thành lập TTCK theo bước đi thích hợp.
- Tháng 9 năm 1994, Chính phủ thành lập Ban soạn thảo Pháp lệnh về chứng khoán và TTCK do Bộ trưởng Bộ Tài chính Hồ Tế làm Trưởng ban, với các thành viên là Phó Thống đốc Ngân hàng Nhà nước Việt Nam Lê Văn Châu (sau đó là Chủ tịch Ủy ban Chứng khoán), Thứ trưởng Bộ Tư pháp.
- Ngày 29 tháng 6 năm 1995, Thủ tướng Chính phủ đã có Quyết định số 361/QĐ-TTg [1] thành lập Ban Chuẩn bị tổ chức TTCK giúp Thủ tướng Chính phủ chỉ đạo chuẩn bị các điều kiện cần thiết cho việc xây dựng TTCK ở Việt Nam. Ban Chuẩn bị tổ chức TTCK có nhiệm vụ:
  - Soạn thảo các văn bản pháp luật về chứng khoán và TTCK;
  - Soạn thảo Nghị định của Chính phủ về thành lập Ủy ban Chứng khoán Nhà nước;
  - Chuẩn bị cơ sở vật chất, đội ngũ cán bộ quản lý nhà nước, quản lý thị trường, kinh doanh về chứng khoán;
  - Hợp tác với các nước và tổ chức quốc tế trong việc tổ chức TTCK ở Việt Nam;
- Ủy ban Chứng khoán Nhà nước được thành lập ngày 28 tháng 11 năm 1996 theo nghị định 75/cp của Chính phủ Việt Nam, ban đầu đây là một Ủy ban thuộc điều hành của Chính phủ, do ông Lê Văn Châu làm Chủ tịch.
- Lúc đầu, để khuyến khích các doanh nghiệp niêm yết, Ủy ban Chứng khoán đã trình Bộ Tài chính Việt Nam và được đồng ý cấp khoản kinh phí 100 triệu đồng "ngoài luồng" cho công tác vận động doanh nghiệp niêm yết và tổ chức các chiến dịch có quy mô hơn với mục tiêu thu hút doanh nghiệp niêm yết trên sàn chứng khoán [2].. Đặc biệt, Ủy ban nhân dân Hà Nội và Hải Phòng còn dùng tiền ngân sách để hỗ trợ toàn bộ chi phí tư vấn và kinh phí kiểm toán cho những đơn vị niêm yết đầu tiên. Hải Phòng còn ưu đãi thêm 50% thuế thu nhập doanh nghiệp cho các công ty đăng ký giao dịch trong vòng 2 năm kế tiếp sau khi hưởng ưu đãi theo quy định chung [2].
- Ngày 19 tháng 2 năm 2004, Chính phủ đã ban hành nghị định 66/2004/NĐ-CP [3] chuyển Ủy ban Chứng khoán Nhà nước vào Bộ Tài chính.

## Nhiệm vụ và quyền hạn
Ủy ban Chứng khoán Nhà nước thực hiện các nhiệm vụ và quyền hạn sau đây:
1. Trình Bộ trưởng Bộ Tài chính để trình Chính phủ, Thủ tướng Chính phủ xem xét, quyết định:
a. Các dự án luật, dự thảo nghị quyết của Quốc hội, dự án pháp lệnh, dự thảo nghị quyết của Uỷ ban Thường vụ Quốc hội; dự thảo nghị định của Chính phủ; dự thảo quyết định của Thủ tướng Chính phủ về chứng khoán và thị trường chứng khoán;
b. Chiến lược, quy hoạch, chương trình mục tiêu quốc gia, chương trình hành động, đề án, dự án quan trọng về chứng khoán và thị trường chứng khoán.
2. Trình Bộ trưởng Bộ Tài chính xem xét, quyết định:
a. Dự thảo thông tư và các văn bản khác về chứng khoán và thị trường chứng khoán;
b. Kế hoạch phát triển thị trường chứng khoán hàng năm.
3. Ban hành văn bản hướng dẫn chuyên môn, nghiệp vụ, văn bản quy phạm nội bộ, văn bản cá biệt thuộc phạm vi quản lý của Uỷ ban Chứng khoán Nhà nước.
4. Tổ chức thực hiện các văn bản quy phạm pháp luật, chiến lược, quy hoạch, kế hoạch, chương trình, dự án, đề án thuộc lĩnh vực chứng khoán và thị trường chứng khoán sau khi được cấp có thẩm quyền ban hành hoặc phê duyệt.
5. Tuyên truyền, phổ biến, giáo dục pháp luật về chứng khoán và thị trường chứng khoán.
6. Cấp, gia hạn, đình chỉ, thu hồi giấy phép, giấy chứng nhận liên quan đến hoạt động chứng khoán và thị trường chứng khoán; chấp thuận những thay đổi liên quan đến hoạt động chứng khoán và thị trường chứng khoán.
7. Quản lý, giám sát hoạt động của các Sở Giao dịch chứng khoán, Trung tâm Giao dịch chứng khoán, Trung tâm Lưu ký chứng khoán và các tổ chức phụ trợ; tạm đình chỉ hoạt động giao dịch, hoạt động lưu ký của các Sở Giao dịch chứng khoán, Trung tâm Giao dịch chứng khoán, Trung tâm Lưu ký chứng khoán trong trường hợp có dấu hiệu ảnh hưởng đến quyền và lợi ích hợp pháp của nhà đầu tư; chấp thuận các quy định, quy chế của các Sở Giao dịch chứng khoán, Trung tâm Giao dịch chứng khoán, Trung tâm lưu ký chứng khoán; chấp thuận việc đưa vào giao dịch các loại chứng khoán mới, thay đổi và áp dụng phương thức giao dịch mới, đưa vào vận hành hệ thống giao dịch mới.
8. Thanh tra, giám sát, xử lý vi phạm hành chính và giải quyết khiếu nại, tố cáo trong hoạt động chứng khoán và thị trường chứng khoán.
9. Thực hiện công tác thống kê, dự báo về hoạt động chứng khoán và thị trường chứng khoán; tổ chức quản lý và ứng dụng công nghệ thông tin, hiện đại hóa hoạt động trong lĩnh vực chứng khoán và thị trường chứng khoán.
10. Tổ chức nghiên cứu khoa học; tổ chức, phối hợp với các cơ quan, tổ chức liên quan đào tạo, bồi dưỡng đội ngũ cán bộ, công chức, viên chức quản lý chứng khoán và nhân viên hành nghề chứng khoán; phổ cập kiến thức về chứng khoán và thị trường chứng khoán cho công chúng.
11. Thực hiện hợp tác quốc tế trong lĩnh vực chứng khoán và thị trường chứng khoán theo phân công, phân cấp của Bộ trưởng Bộ Tài chính và quy định của pháp luật.
12. Hướng dẫn các tổ chức hiệp hội chứng khoán thực hiện mục đích, tôn chỉ và Điều lệ hoạt động của hiệp hội; kiểm tra việc thực hiện các quy định của Nhà nước, xử lý hoặc kiến nghị cơ quan Nhà nước có thẩm quyền xử lý các vi phạm pháp luật của các hiệp hội chứng khoán theo phân cấp của Bộ trưởng Bộ Tài chính và quy định của pháp luật.
13. Thực hiện chế độ báo cáo về chứng khoán và thị trường chứng khoán theo quy định của pháp luật và phân công, phân cấp của Bộ trưởng Bộ Tài chính.
14. Quản lý tổ chức bộ máy, biên chế; thực hiện chế độ tiền lương và các chế độ, chính sách đãi ngộ, thi đua khen thưởng, kỷ luật, đào tạo, bồi dưỡng đối với cán bộ, công chức, viên chức thuộc phạm vi quản lý của Uỷ ban Chứng khoán Nhà nước theo phân cấp của Bộ trưởng Bộ Tài chính và quy định của pháp luật; thực hiện phòng, chống tham nhũng, tiêu cực và thực hành tiết kiệm, chống lãng phí trong việc sử dụng tài sản, kinh phí được giao theo quy định của pháp luật.
15. Thực hiện cải cách hành chính theo mục tiêu và nội dung chương trình cải cách hành chính được Bộ trưởng Bộ Tài chính phê duyệt
16. Quản lý kinh phí do ngân sách nhà nước cấp và các nguồn kinh phí khác, tài sản được giao; thực hiện chế độ tự chủ về biên chế và kinh phí hoạt động theo quy định của cấp có thẩm quyền.
17. Thực hiện các nhiệm vụ, quyền hạn khác do Bộ trưởng Bộ Tài chính giao và theo quy định của pháp luật.[4]

## Cơ cấu tổ chức

### Lãnh đạo
Lãnh đạo Ủy ban Chứng khoán Nhà nước (do Bộ trưởng Bộ Tài chính bổ nhiệm, miễn nhiệm và cách chức) gồm có:
- Chủ tịch: Vũ Thị Chân Phương
- Phó Chủ tịch:
  - Bùi Hoàng Hải
  - Hoàng Văn Thu

### Đơn vị hành chính
Giúp Chủ tịch UBCKNN thực hiện chức năng quản lý nhà nước:
1. Vụ Pháp chế.
2. Vụ Phát triển thị trường chứng khoán.
3. Vụ Quản lý chào bán chứng khoán.
4. Vụ Giám sát các công ty đại chúng
5. Vụ Quản lý kinh doanh chứng khoán.
6. Vụ Quản lý các công ty quản lý quỹ và Quỹ đầu tư chứng khoán.
7. Vụ Giám sát thị trường chứng khoán.
8. Vụ Hợp tác quốc tế.
9. Vụ Tổ chức cán bộ.
10. Vụ Tài vụ - Quản trị.
11. Văn phòng.
12. Cơ quan Đại diện Ủy ban Chứng khoán Nhà nước tại thành phố Hồ Chí Minh.
13. Thanh tra.
14. Cục Công nghệ thông tin.

### Đơn vị sự nghiệp
1. Trung tâm Nghiên cứu khoa học và Đào tạo chứng khoán;
2. Tạp chí Chứng khoán;[5]

### Doanh nghiệp trực thuộc
Là công ty trách nhiệm hữu hạn một thành viên hoạt động theo Luật Chứng khoán và Luật Doanh nghiệp của Việt Nam, bao gồm:
1. Sở Giao dịch Chứng khoán Việt Nam;
2. Tổng công ty Lưu ký và Bù trừ chứng khoán Việt Nam

## Bê bối

### Chủ tịch Ủy ban Chứng khoán Nhà nước bị cách chức
Chủ tịch Ủy ban Chứng khoán Nhà nước (UBCK) Việt Nam, ông Trần Văn Dũng, bị Bộ Tài Chính cách chức ngày 19/5/2022. Bộ cũng ban hành quyết định thi hành kỷ luật bằng hình thức cảnh cáo đối với ông Vũ Bằng, nguyên Bí thư Đảng ủy Cơ quan UBCKNN giai đoạn 2015 - 2020, nguyên Chủ tịch UBCNKK, ông Nguyễn Thành Long, Chủ tịch Hội đồng thành viên Sở giao dịch chứng khoán Việt Nam, và ông Nguyễn Sơn, Chủ tịch Hội đồng quản trị Trung tâm lưu ký chứng khoán Việt Nam, do đã có vi phạm, khuyết điểm trong công tác. Trong hơn một tháng qua, đã có ít nhất 11 doanh nhân đã bị khởi tố và bắt tạm giam với các cáo buộc liên quan đến những vi phạm tại thị trường chứng khoán Việt Nam. Đáng chú ý là vụ bắt giữ ông Trịnh Văn Quyết - cựu Chủ tịch Tập đoàn FLC và ông Đỗ Anh Dũng - cựu Chủ tịch Tập đoàn Tân Hoàng Minh.
Trước đó, Ủy Ban Kiểm Tra Trung ương (UBKTTW) đảng Cộng sản Việt Nam cảnh cáo Đảng ủy Cơ quan Ủy ban Chứng khoán Nhà nước các nhiệm kỳ 2015-2020, 2020-2025; Khai trừ ra khỏi Đảng ông Lê Hải Trà, Bí thư Đảng ủy, Tổng Giám đốc Sở Giao dịch chứng khoán TP HCM (HoSE), cách chức hết các chức vụ trong Đảng của ông Trần Văn Dũng gồm Ủy viên Ban Chấp hành Đảng bộ Bộ Tài chính, Bí thư Đảng ủy Cơ quan, Chủ tịch Ủy ban Chứng khoán Nhà nước. UBKTTW khẳng định Đảng ủy Cơ quan Ủy ban Chứng khoán Nhà nước đã vi phạm nguyên tắc tập trung dân chủ và Quy chế làm việc; thiếu trách nhiệm, buông lỏng lãnh đạo, chỉ đạo, thiếu kiểm tra, giám sát, để một số tổ chức, cá nhân thuộc Ủy ban Chứng khoán Nhà nước có nhiều vi phạm, khuyết điểm trong việc tham mưu xây dựng thể chế, chính sách và thực hiện công tác quản lý nhà nước về hoạt động chứng khoán và thị trường chứng khoán, để một số tổ chức, cá nhân vi phạm pháp luật, thao túng thị trường, thu lợi bất chính.